# LONELY NIGHT
「LONELY NIGHT」（ロンリーナイト）は、High Speed Boyzの2枚目のシングル。2009年10月21日にfreedom recordsから発売された。

## 概要
PVは、男女約80人のエキストラダンサーを集めて都内某クラブにて撮影された。今作はスニッカーズとのコラボレーションをしており、PV内にスニッカーズが出てくるシーンがある。

## 収録曲
いずれの楽曲も、作詞・作曲・編曲：High Speed Boyzである。
1. LONELY NIGHT [4:01]
2. HOLD ME TIGHT [3:13]

## 収録アルバム
1. LONELY NIGHT
  - 『are u docono Softpunk!?』（アルバムバージョンでの収録）